# Spilosoma edelsteni
Spilosoma edelsteni är en fjärilsart som beskrevs av Willie Horace Thomas Tams 1937. Spilosoma edelsteni ingår i släktet Spilosoma och familjen björnspinnare. Inga underarter finns listade i Catalogue of Life.